# Gatto Bernardo e Topo Didì
Gatto Bernardo e Topo Didì (Punkin' Puss & Mushmouse), noto anche come Poncho Cat e Sombrero, è una serie televisiva animata statunitense del 1964, prodotta da Hanna-Barbera.
Trasmessa come segmento di Magilla Gorilla, la serie era affiancata anche da Tornado Kid e Sonnacchia.
La serie è stata trasmessa per la prima volta negli Stati Uniti in syndication dal 1964 al 1966. In Italia la serie è stata trasmessa su Rai 1 dal 31 luglio 1966.

## Trama
La serie segue le avventure di un gatto hillbilly di nome Gatto Bernardo che vive in una casa nei boschi del sud degli Stati Uniti. Solitamente dà la caccia ad un residente del posto chiamato Topo Didì, nel tentativo di sparargli con il suo fucile.

## Personaggi
- Gatto Bernardo (in originale: Punkin' Puss), voce originale di Allan Melvin, italiana di Franco Latini.
- Topo Didì (in originale: Mushmouse), voce originale di Howard Morris, italiana di Isa Di Marzio.

## Episodi
| nº | Titolo originale          | Titolo italiano             | Prima TV USA | Prima TV Italia |
| -- | ------------------------- | --------------------------- | ------------ | --------------- |
| 1  | Callin' All Kin           |                             |              |                 |
| 2  | Small Change              | La pozione riducente        |              |                 |
| 3  | Hornswoggled              |                             |              |                 |
| 4  | Muscle Tussle             |                             |              |                 |
| 5  | Cat Nipped                |                             |              |                 |
| 6  | Army Nervy Game           |                             |              |                 |
| 7  | Seein' Is Believin'       |                             |              |                 |
| 8  | Courtin' Disaster         |                             |              |                 |
| 9  | A Tale Of Two Kitties     |                             |              |                 |
| 10 | Chomp Romp                |                             |              |                 |
| 11 | Catch As Cat Can Day      |                             |              |                 |
| 12 | Jump Bumps                |                             |              |                 |
| 13 | Nowhere Bear              | L'orso in letargo           |              |                 |
| 14 | Legend Of Bat Mouseterson |                             |              |                 |
| 15 | Super Drooper             |                             |              |                 |
| 16 | Pep Hep                   | Le pillole della velocità   |              |                 |
| 17 | Shot At And Missed        |                             |              |                 |
| 18 | The Mouse From S.O.M.P.   |                             |              |                 |
| 19 | Host Of A Ghost           |                             |              |                 |
| 20 | Feudal Feud               |                             |              |                 |
| 21 | Heir Conditioning         | Un'eredità di 1000 sterline |              |                 |
| 22 | Hyde And Shriek           |                             |              |                 |
| 23 | Misfortune Cookie         | Attenti all'oroscopo        |              |                 |